# スタウフビル線
スタウフビル線(Stouffville line)は、GOトランジットの1路線であり、1982年にGOトレインの路線として開業した。トロントとウィッチチャーチ＝スタウフビルを結ぶ路線である。2014年の一日利用者数は15,000人を数え、年間利用客数は3,597,900人（2010年）となっている。トロント大都市圏の新興ベッドタウンであるマーカムに駅が多く設置されており、トロントへの通勤列車路線となっている。

## 歴史
- 1982年9月7日:ユニオン駅〜スタウフビル駅が開通
- 2008年9月2日:リンカーン駅（現オールドエルム駅）まで延伸

## 運行本数
運行は平日ラッシュ時の一方向のみであり朝方はトロントユニオン行き、夕方はユニオン駅からオールドエルム方面へ向かう列車が運行されており、一部はマウント・ジョイ止まりとなる。土曜、日曜、祝日も11往復が運転される。
| 駅                 | ユニオン駅行 | ユニオン駅発 |
| ------------------ | ------------ | ------------ |
| マウント・ジョイ駅 | 13           | 13           |
| オールドエルム駅   | 7            | 7            |

## 駅一覧
所在地は基本的に駅名と同じである。
| 駅名               | 営業キロ | 接続路線、施設                                                                    | 自治体                         | RER計画 |
| ------------------ | -------- | --------------------------------------------------------------------------------- | ------------------------------ | ------- |
| ユニオン駅         | 0.0      | ■トロント市地下鉄1号線,■GOトレイン全線 ■ユニオン・ピアソン・エクスプレス, VIA鉄道 | トロント                       | ○       |
| ケネディ駅         | 16.4     | ■ブロア - ダンフォース線                                                          | トロント                       | ○       |
| アジンコート駅     | 22.9     |                                                                                   | トロント                       | ○       |
| ミリケン駅         | 27.4     |                                                                                   | トロント                       | ○       |
| ユニオンビル駅     | 30.6     |                                                                                   | マーカム                       | ○       |
| センテニアル駅     | 35.0     |                                                                                   | マーカム                       | ○       |
| マーカム駅         | 36.7     |                                                                                   | マーカム                       | ○       |
| マウント・ジョイ駅 | 38.7     |                                                                                   | マーカム                       | ○       |
| スタウフビル駅     | 46.8     |                                                                                   | ウィッチチャーチ＝スタウフビル | ○       |
| オールドエルム駅   | 49.6     |                                                                                   | ウィッチチャーチ＝スタウフビル | ○       |

## 将来計画
アクスブリッジまでの延伸が計画されている。また、2025年頃に全線の電化が完成すると大幅に増発される予定である。